# Класификационна организация
Класификационната организация, или корабен регистър, е компания специализирана в създаването и наблюдението за спазването на определени стандарти при проектирането, изграждането и експлоатацията на морски и речни плавателни съдове и съоръжения. Тези компании работят на търговски принцип - техните услуги по наблюдението и сертифицирането на плавателните съдове се заплащат от корабособствениците в зависимост от извършената дейност.
До края на 80-те години, корабните регистри в социалистическите страни са били изключително държавни органи, включително Българския Корабен Регистър (БКР). 

## История
Създаването на първата и може би най-известна от тези класификационни организации датира от втората половина на 18-ти век, когато в Лондон, в кафето на Едуард Лойд (Edward Lloyd) се провеждат чести срещи между търговци, застрахователи, корабособственици и капитани на кораби. Не след дълго се заражда идеята за установяване на единни стандарти спрямо конструкциите на плавателните съдове, които биха подпомогнали застрахователите при възникване на инциденти.
Официалното създаване на организацията Lloyd’s, наречена по името на заведението, е през 1764 г. Тогава се прави опит да се разделят корабите по разни критерии:
- според възрастта (в години),
- според корпуса – A, E, I, O или U,
- според оборудването – G, M, или B (добър, среден или лош).

По-късно се появяват и други подобни органи, класифициращи корабите по свои предварително одобрен начин, като Det Norske Veritas (1864), Germanischer Lloyd (1867), Bureau Veritas (1828), Registro Italiano (1861), Nippon Kaiji Kyokai (1899). 

## Към днешна дата
Класификационните организации в света са над 50, като повечето от морските държави имат свои собствени регистри. Единадесет от по-големите и реномирани класификационни дружества участват в собствен клуб - Международната Асоциация на Класификационните Общества (IACS). Дванадесетия доскоро член - Руския Морски Регистър е с прекратено членство от 11 март 2022 поради руската военна инвазия в Украйна.
Кораб без клас е почти невъзможно да бъде застрахован или ипотекиран, както и да бъде снабден с всички необходими документи и сертификати. Класификационното дружество, което стои зад кораба гарантира за неговата надеждност и безопасност.  
В състава на този вид организации влизат корабни инспектори, конструктори, машинни и електроинженери. Инспекторите, наети на работа от класификационна организация, контролират корабите на всички етапи от тяхното развитие и опериране, за да са уверят, че тяхното проектиране, работа по изграждането и експлоатацията отговарят на предвидените норми. Процесът обхваща проверка на цялостната структура, машинно и навигационно оборудване.

## Правен статут
В повечето държави (администрации на флага на кораба) класифицирането на търговските кораби не е задължително. Няма и международна конвенция, която да го изисква. Според Международната конвенция за безопасност на човешкия живот на море от 1974 г. (съкр. SOLAS), Част А-1, Правило 3-1: проектирането, изграждането и поддръжката на плавателните съдове трябва да бъдат извършени под надзора на призната от държавата на флага класификационна организация, но могат да бъдат направени и по съответните национални стандарти осигуряващи съответното ниво на безопасност (т.е. без клас).
От друга страна, пак според конвенцията SOLAS, националните администрации могат (и почти винаги го правят) да делегират правата си на признати от тях организации. В случая се има предвид класификационни организации, които от името на съответните администрации извършват надзор над плавателните съдове и издават необходимите сертификати. Това право масово се ползва от администрации на т.нар. "удобен флаг" - малки администрации неразполагащи с необходимия капацитет за самостоятелно извършване на инспекции и сертифициране. 
В България според Кодекса за Търговското Корабоплаване (КТК) за корабите под български флаг, попадащи под основните международни конвенции, се изисква да имат клас (т.е. той е задължителен). За българските кораби класификационни организации могат да бъдат български юридически лица (понастоящем Български Корабен Регистър) или чуждестранни организации признати от Европейския съюз (виж таблицата по-долу).

## Списък на класификационните общества в света
| Име                                                                            | Инициали      | Създаден  | Централа        | Член на IACS?    | Признат от ЕС ЕАМБ (EMSA) |
| ------------------------------------------------------------------------------ | ------------- | --------- | --------------- | ---------------- | ------------------------- |
| Lloyd's Register                                                               | LR            | 1760      | Лондон          | Ok               | Ok                        |
| Bureau Veritas                                                                 | BV            | 1828      | Париж           | Ok               | Ok                        |
| Austrian Veritas/Adriatic Veritas                                              | AV            | 1858–1921 |                 | закрито 1921 г.  | -                         |
| Registro Italiano Navale                                                       | RINA          | 1861      | Генуа           | Ok               | Ok                        |
| American Bureau of Shipping                                                    | ABS           | 1862      | Хюстън          | Ok               | Ok                        |
| DNV (Det Norske Veritas)                                                       | DNV           | 1864      | Осло            | Ok               | Ok                        |
| Germanischer Lloyd                                                             | GL            | 1867–2013 | Хамбург         | Като част от DNV | -                         |
| Nippon Kaiji Kyokai (ClassNK)                                                  | NK            | 1899      | Токио           | Ok               | Ok                        |
| Russian Maritime Register of Shipping (Российский морской регистр судоходства) | RS            | 1913      | Санкт Петербург | Прекратено       | Ok                        |
| Hellenic Register of Shipping                                                  | HR            | 1919      | Пирея           | Не               | Не                        |
| Polish Register of Shipping (Polski Rejestr Statków)                           | PRS           | 1936      | Гданск          | Ok               | Ok                        |
| Korean Classification Society                                                  | KCS           | 1947      | Пхенян          | Не               | Ok                        |
| Croatian Register of Shipping (Hrvatski Registar Brodova)                      | CRS           | 1949      | Сплит           | Ok               | Ok                        |
| Български Корабен Регистър (Bulgarian Register of Shipping)                    | БКР (BRS)     | 1950      | Варна           | Не               | Не                        |
| CR Classification Society                                                      | CR            | 1951      | Тайпей          | Не               | Не                        |
| China Classification Society                                                   | CCS           | 1956      | Пекин           | Ok               | Ok                        |
| Turk Loydu                                                                     | TL            | 1962      | Истанбул        | Не               | Не                        |
| Korean Register of Shipping                                                    | KR            | 1960      | Бусан           | Ok               | Не                        |
| Vietnam Register                                                               | VR            | 1964      | Ханой           | Не               | Не                        |
| Registro Internacional Naval                                                   | RINAVE        | 1973–2004 | Лисабон         | Не               | Не                        |
| Indian Register of Shipping                                                    | IRCLASS (IRS) | 1975      | Мумбай          | Ok               | Ok                        |
| Asia Classification Society                                                    | ACS           | 1980      | Техеран         | Не               | Не                        |
| Registro Brasileiro de Navios e Aeronaves                                      | RBNA          | 1982      | Рио де Жанейро  | Не               | Не                        |
| International Register of Shipping                                             | IRS           | 1993      | Маями           | Не               | Не                        |
| Shipping Register of Ukraine (Регістр судноплавства України)                   | RU (РУ)       | 1998      | Киев            | Не               | Не                        |
| Phoenix Register of Shipping                                                   | PHRS          | 2000      | Пирея           | Не               | Не                        |
| Dromon Bureau of Shipping                                                      | DBS           | 2003      | Пирея           | Не               | Не                        |
| Overseas Marine Certification Services                                         | OMCS          | 2004      | Панама          | Не               | Не                        |
| Iranian Classification Society                                                 | ICS           | 2006      | Техеран         | Не               | Не                        |
| Maritime Bureau of Africa                                                      | MBA           | 2014      | Кейптаун        | Не               | Не                        |
| International Maritime Classification                                          | IMC           | 2015      | Дубай           | Не               | Не                        |
| Dutch Lloyd                                                                    | DL            | 2018      | Айндховен       | Не               | Не                        |
| MY Classification                                                              | MYC           | 2021      | Малайзия        | Не               | Не                        |